# Medida de Gibbs
Em matemática, a medida de Gibbs, em homenagem a Josiah Willard Gibbs, é uma medida de probabilidade vista com freqüência em muitos problemas de teoria da probabilidade e mecânica estatística. É uma generalização do conjunto canônico para sistemas infinitos. O conjunto canônico dá a probabilidade do sistema {\displaystyle X} estar no estado {\displaystyle x} (equivalentemente, da variável aleatória {\displaystyle X} ter valor {\displaystyle x}) como:
{\displaystyle P(X=x)={\frac {1}{Z(\beta )}}\exp(-\beta E(x))}.
Aqui, E(x) é uma função a partir dos espaços de estados para os números reais; em aplicações da física, E(x) é interpretada como a energia da configuração x. O parâmetro β é um parâmetro livre; na física, é a temperatura inversa. A constante de normalização Z(β) é a função de partição. No entanto, em sistemas infinitos, a energia total não é mais um número finito e não pode ser usado na construção tradicional da distribuição de probabilidade de um conjunto canônico. As abordagens tradicionais em física estatística estudaram o limite de propriedades intensivas conforme o tamanho de um sistema finito se aproxima do infinito (o limite termodinâmico). Quando a função energética pode ser escrita como uma soma de termos, cada um envolvendo apenas as variáveis de um subsistema finito, a noção de medida de Gibbs fornece uma abordagem alternativa. Medidas de Gibbs foram propostas por teóricos de probabilidade como Dobrushin, Lanford, e Ruelle e forneceu uma base para estudar diretamente sistemas infinitos, em vez de usar o limite de sistemas finitos.
Uma medida é uma medida de Gibbs se as probabilidades condicionais que ela induz em cada subsistema finito satisfaçam uma condição de consistência: se todos os graus de liberdade fora do subsistema  finito são congelados, o conjunto canônico para o subsistema sujeito a estas condições de contorno corresponde à probabilidades na medida de Gibbs condicional aos graus de liberdade congelados.
O teorema de Hammersley–Clifford implica que qualquer medida da probabilidade que satisfaça a propriedade de Markov é uma medida de Gibbs para uma escolha apropriada (definidas localmente) de função energética. Portanto, a medida de Gibbs aplica-se a um grande número de problemas de física, tais como redes de Hopfield, redes de Markov, lógica de redes de Markov, e  jogos potenciais racionais em teoria dos jogos e economia.
Uma medida de Gibbs em um sistema com interações locais (gama finito) maximiza a densidade de entropia para uma dada densidade de energia esperada; ou, equivalentemente, minimiza a densidade de energia livre.
A medida de Gibbs de um sistema finito não é necessariamente única, em contraste com o conjunto canônico de um sistema finito, que é único. A existência de mais de uma medida de Gibbs está associada a fenômenos estatísticos, tais como quebra de simetria e a coexistência de fase.

## Propriedade de Markov
Um exemplo da propriedade de Markov pode ser visto na medida de Gibbs do modelo Ising. A probabilidade de um dado spin σk estar em um estado s poderia, em princípio, depender dos estados de todos os outros spins no sistema. Assim, podemos escrever a probabilidade como
{\displaystyle P(\sigma _{k}=s\mid \sigma _{j},\,j\neq k)}.
No entanto, em um modelo Ising com apenas interações de intervalo finito (por exemplo, interações com os vizinhos mais próximos), na verdade tem-se
{\displaystyle P(\sigma _{k}=s\mid \sigma _{j},\,j\neq k)=P(\sigma _{k}=s\mid \sigma _{j},\,j\in N_{k})}
onde Nk é uma vizinhança do sítio k. Isto é, a probabilidade no sítio k depende apenas dos spins em uma vizinhança finita. Esta última equação está na forma de uma propriedade de Markov local. Medidas com esta propriedade são chamadas às vezes campo aleatório de Markov. O inverso também é verdadeiro: qualquer distribuição de probabilidade positiva (densidade diferente de zero em todos os lugares), com a propriedade de Markov pode ser representada como uma medida de Gibbs para uma função energética adequada. Esse é o teorema de Hammersley–Clifford.

## Definição formal em retículos
O que se segue é uma definição formal para o caso especial de um campo aleatório em retículos, ou malha, ou rede (lattice). A ideia de uma medida de Gibbs é, no entanto, mais geral do que isso.
A definição de um campo aleatório de Gibbs em um retículo requer algumas terminologias:
- O retículo: um conjunto contável {\displaystyle \mathbb {L} }.
- O espaço de spin único: um espaço de probabilidade {\displaystyle (S,{\mathcal {S}},\lambda )}.
- O espaço de configuração: {\displaystyle (\Omega ,{\mathcal {F}})}, onde {\displaystyle \Omega =S^{\mathbb {L} }} e {\displaystyle {\mathcal {F}}={\mathcal {S}}^{\mathbb {L} }}.
- Dada uma configuração ω ∈ Ω e um subconjunto {\displaystyle \Lambda \subset \mathbb {L} }, a restrição de ω para Λ é {\displaystyle \omega _{\Lambda }=(\omega (t))_{t\in \Lambda }}. Se {\displaystyle \Lambda _{1}\cap \Lambda _{2}=\emptyset } e {\displaystyle \Lambda _{1}\cup \Lambda _{2}=\mathbb {L} }, então a configuração {\displaystyle \omega _{\Lambda _{1}}\omega _{\Lambda _{2}}} é a configuração cujas restrições a Λ1 e Λ2 são {\displaystyle \omega _{\Lambda _{1}}} e {\displaystyle \omega _{\Lambda _{2}}}, respectivamente. Essas serão usadas para definir os conjuntos cilíndricos abaixo.
- O conjunto {\displaystyle {\mathcal {L}}} de todos os subconjuntos finitos de {\displaystyle \mathbb {L} }.
- Para cada subconjunto {\displaystyle \Lambda \subset \mathbb {L} }, {\displaystyle {\mathcal {F}}_{\Lambda }} é o  σ-álgebra gerado pela família de funções {\displaystyle (\sigma (t))_{t\in \Lambda }}, onde {\displaystyle \sigma (t)(\omega )=\omega (t)}. Esse σ-álgebra é o σ-álgebra dos conjuntos cilíndricos no retículo.
- O potencial: Uma família {\displaystyle \Phi =(\Phi _{A})_{A\in {\mathcal {L}}}} de funções ΦA : Ω → R tais que
  1. Para cada {\displaystyle A\in {\mathcal {L}},\Phi _{A}} é {\displaystyle {\mathcal {F}}_{A}}-mensurável.
  2. Para todo {\displaystyle \Lambda \in {\mathcal {L}}} e ω ∈ Ω, a seguinte série existe:

{\displaystyle H_{\Lambda }^{\Phi }(\omega )=\sum _{A\in {\mathcal {L}},A\cap \Lambda \neq \emptyset }\Phi _{A}(\omega ).}
Interpreta-se ΦA como a contribuição para a energia total (o Hamiltoniano) associada a interação entre todos os pontos do conjunto finito A.
Entao {\displaystyle H_{\Lambda }^{\Phi }(\omega )} é a contribuição para a energia total de todos os conjuntos finitos A que atendam {\displaystyle \Lambda }. Observe que a energia total normalmente é infinita, mas quando se "localiza" para cada {\displaystyle \Lambda } ela pode ser finita.
- O Hamiltoniano em {\displaystyle \Lambda \in {\mathcal {L}}} com condições de contorno {\displaystyle {\bar {\omega }}}, para o potencial Φ, é definido por

{\displaystyle H_{\Lambda }^{\Phi }(\omega \mid {\bar {\omega }})=H_{\Lambda }^{\Phi }\left(\omega _{\Lambda }{\bar {\omega }}_{\Lambda ^{c}}\right)}
onde {\displaystyle \Lambda ^{c}=\mathbb {L} \setminus \Lambda }.
- A função de partição em {\displaystyle \Lambda \in {\mathcal {L}}} com condições de contorno {\displaystyle {\bar {\omega }}} e o inverso da temperatura β > 0 (para o potencial Φ e λ) é definido por

{\displaystyle Z_{\Lambda }^{\Phi }({\bar {\omega }})=\int \lambda ^{\Lambda }(\mathrm {d} \omega )\exp(-\beta H_{\Lambda }^{\Phi }(\omega \mid {\bar {\omega }})),}
onde
{\displaystyle \lambda ^{\Lambda }(\mathrm {d} \omega )=\prod _{t\in \Lambda }\lambda (\mathrm {d} \omega (t)),}
é a medida do produto.
Um potencial Φ é λ-admissível se {\displaystyle Z_{\Lambda }^{\Phi }({\bar {\omega }})} é finito para todo {\displaystyle \Lambda \in {\mathcal {L}},{\bar {\omega }}\in \Omega } e β > 0.
Uma medida de probabilidade μ em {\displaystyle (\Omega ,{\mathcal {F}})} é uma medida de Gibbs para um potencial λ-admissível Φ se ela satisfaz a equação de Dobrushin–Lanford–Ruelle (DLR)
{\displaystyle \int \mu (\mathrm {d} {\bar {\omega }})Z_{\Lambda }^{\Phi }({\bar {\omega }})^{-1}\int \lambda ^{\Lambda }(\mathrm {d} \omega )\exp(-\beta H_{\Lambda }^{\Phi }(\omega \mid {\bar {\omega }}))1_{A}(\omega _{\Lambda }{\bar {\omega }}_{\Lambda ^{c}})=\mu (A),}
para todo {\displaystyle A\in {\mathcal {F}}} e {\displaystyle \Lambda \in {\mathcal {L}}}.

### Exemplo
Para ajudar a compreender as definições acima, aqui estão as quantidades correspondentes no exemplo do modelo Ising com o interações com o vizinho mais próximo (constante de acoplamento J) e um campo magnético (h), em Zd:
- O retículo é simplesmente {\displaystyle \mathbb {L} =\mathbf {Z} ^{d}}.
- O espaço de spin único é S = {−1, 1}.
- O potencial é dado por

{\displaystyle \Phi _{A}(\omega )={\begin{cases}-J\,\omega (t_{1})\omega (t_{2})&{\text{se }}A=\{t_{1},t_{2}\}{\text{ with }}\|t_{2}-t_{1}\|_{1}=1\\-h\,\omega (t)&{\text{se }}A=\{t\}\\0&{\text{do contrário}}\end{cases}}}